# Філадельфія (Нью-Йорк)
Філадельфія (англ. Philadelphia) — місто (англ. town) в США, в окрузі Джефферсон штату Нью-Йорк. Населення — 1975 осіб (2020).

### Клімат
| Клімат : Філадельфія    | Клімат : Філадельфія | Клімат : Філадельфія | Клімат : Філадельфія | Клімат : Філадельфія | Клімат : Філадельфія | Клімат : Філадельфія | Клімат : Філадельфія | Клімат : Філадельфія | Клімат : Філадельфія | Клімат : Філадельфія | Клімат : Філадельфія | Клімат : Філадельфія | Клімат : Філадельфія |
| Показник                | Січ.                 | Лют.                 | Бер.                 | Квіт.                | Трав.                | Черв.                | Лип.                 | Серп.                | Вер.                 | Жовт.                | Лист.                | Груд.                | Рік                  |
| Абсолютний максимум, °C | 12,2                 | 15,0                 | 22,2                 | 26,7                 | 30,0                 | 33,3                 | 35,6                 | 34,4                 | 34,4                 | 28,3                 | 24,4                 | 17,8                 | 35,6                 |
| Середній максимум, °C   | −2,2                 | −1,1                 | 3,9                  | 10,0                 | 17,8                 | 21,7                 | 24,4                 | 23,9                 | 20,6                 | 13,3                 | 6,1                  | 0,0                  | 11,7                 |
| Середній мінімум, °C    | −14,4                | −13,9                | −7,8                 | −0,6                 | 5,6                  | 10,0                 | 12,2                 | 12,2                 | 8,9                  | 3,9                  | −2,8                 | −9,4                 | 0,6                  |
| Абсолютний мінімум, °C  | −42,2                | −41,1                | −40                  | −23,3                | −8,9                 | −3,3                 | −1,1                 | −0,6                 | −5                   | −12,2                | −25,6                | −43,9                | −43,9                |
| Норма опадів, мм        | 105                  | 75                   | 94                   | 101                  | 110                  | 108                  | 116                  | 117                  | 129                  | 110                  | 123                  | 114                  | 1305                 |
| Днів з опадами          | 19,1                 | 14,5                 | 15,6                 | 13,6                 | 14,1                 | 13,6                 | 12,2                 | 12,8                 | 13,0                 | 14,1                 | 17,2                 | 18,7                 | 178,5                |
| Днів зі снігом          | 17,1                 | 13,1                 | 11,8                 | 5,1                  | 1,1                  | 0                    | 0                    | 0                    | 0                    | 1,9                  | 9,4                  | 18,3                 | 77,8                 |
| ----------------------- | -------------------- | -------------------- | -------------------- | -------------------- | -------------------- | -------------------- | -------------------- | -------------------- | -------------------- | -------------------- | -------------------- | -------------------- | -------------------- |
| Джерело: TWC            |                      |                      |                      |                      |                      |                      |                      |                      |                      |                      |                      |                      |                      |

## Демографія
Згідно з переписом 2010 року, у місті мешкало 1947 осіб у 748 домогосподарствах у складі 535 родин. Було 820 помешкань
Расовий склад населення:
| - 87,7 % — білих - 4,7 % — чорних або афроамериканців - 1,2 % — азіатів - 0,8 % — корінних американців - 0,6 % — вихідців з тихоокеанських островів - 1,1 % — осіб інших рас |

До двох чи більше рас належало 4,0 %. Частка іспаномовних становила 4,9 % від усіх жителів.
За віковим діапазоном населення розподілялося таким чином: 30,0 % — особи молодші 18 років, 60,2 % — особи у віці 18—64 років, 9,8 % — особи у віці 65 років та старші. Медіана віку мешканця становила 30,7 року. На 100 осіб жіночої статі у місті припадало 89,4 чоловіків;  на 100 жінок у віці від 18 років та старших — 88,0 чоловіків також старших 18 років.
Середній дохід на одне домашнє господарство  становив 57 048 доларів США (медіана — 46 131), а середній дохід на одну сім'ю — 68 915 доларів (медіана — 56 667). Медіана доходів становила 42 554 долари для чоловіків та 35 781 долар для жінок. За межею бідності перебувало 15,2 % осіб, у тому числі 16,2 % дітей у віці до 18 років та 5,1 % осіб у віці 65 років та старших.
Цивільне працевлаштоване населення становило 806 осіб. Основні галузі зайнятості: освіта, охорона здоров'я та соціальна допомога — 31,5 %, роздрібна торгівля — 16,5 %, публічна адміністрація — 11,2 %, транспорт — 8,1 %.